# Fouras
Fouras (auch: Fouras-les-Bains [fuʁa le bɛ̃]) ist eine französische Gemeinde mit 4124 Einwohnern (Stand: 1. Januar 2022) im Département Charente-Maritime in der Region Nouvelle-Aquitaine. Fouras gehört zum Arrondissement Rochefort und zum Kanton Châtelaillon-Plage. Die Einwohner werden Fourasin(e)s genannt.

## Geographie

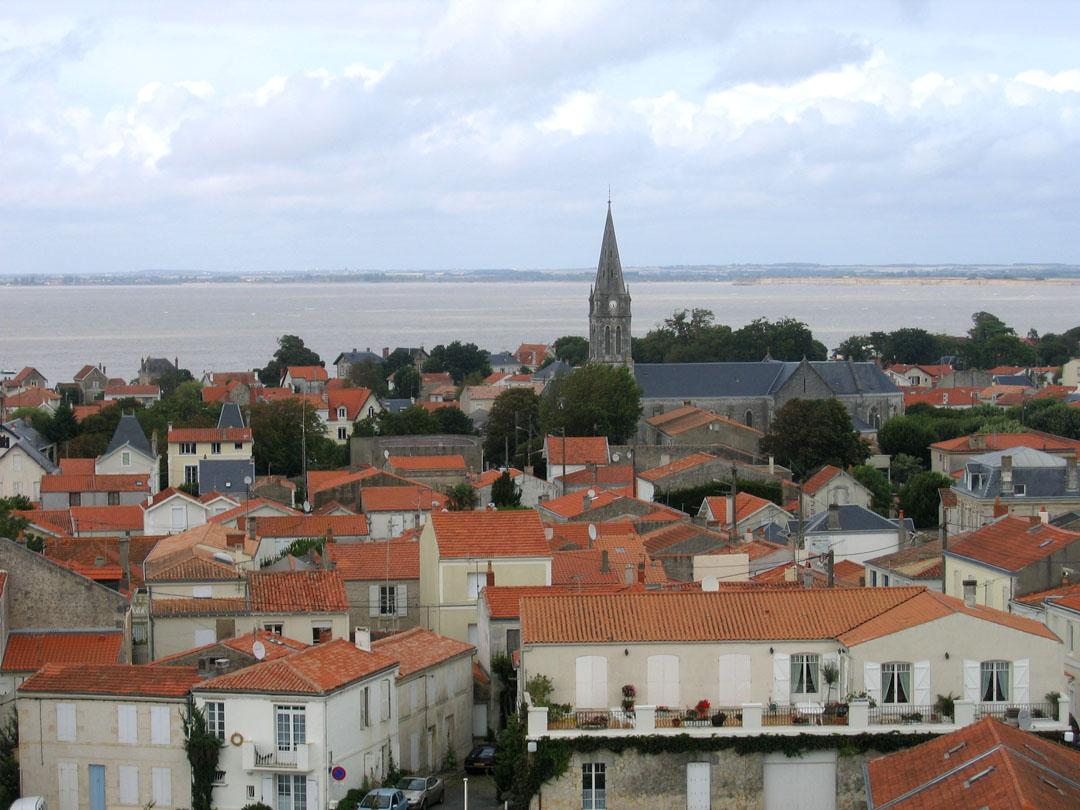
Blick auf den Ortskern von Fouras

Fouras liegt mit seinen fünf Stränden am Atlantischen Ozean auf einer Halbinsel. Hier mündet der Fluss Charente in den Atlantik. Von Fouras aus fahren Fähren zu den vorgelagerten Inseln, d. h. zum Fort Énet und zur Île-d’Aix. Umgeben wird Fouras von den Nachbargemeinden Yves im Norden, Saint-Laurent-de-la-Prée im Osten und Port-des-Barques im Süden.

## Geschichte
Als strategisch bedeutender Ort war Fouras stets Gegenstand von Auseinandersetzungen.
Um sich vor den Wikingern zu schützen, wurde frühzeitig mit dem Bau von Festungsanlagen begonnen.
In den Religionskriegen wurde Fouras von den Protestanten besetzt.
1809 kam es zu einer größeren Seeschlacht vor Fouras um die Insel Aix. Während des Zweiten Weltkriegs konnte Fouras sehr lange von den Deutschen gehalten werden.

### Bevölkerungsentwicklung
| Jahr      | 1962 | 1968 | 1975 | 1982 | 1990 | 1999 | 2006 | 2018 |
| Einwohner | 4121 | 3634 | 3612 | 3295 | 3238 | 3835 | 4024 | 3968 |

## Sehenswürdigkeiten
- Kirche Saint-Gaudens, 1883 anstelle der früheren Kirche aus dem 11. Jahrhundert im neogotischen Stil errichtet
- Fort de Fouras (auch: Fort Vauban), Anfang des 14. Jahrhunderts von Philipp IV. erbaut, 1672 umgebaut, als Semaphorstation genutzt, Monument historique seit 1987

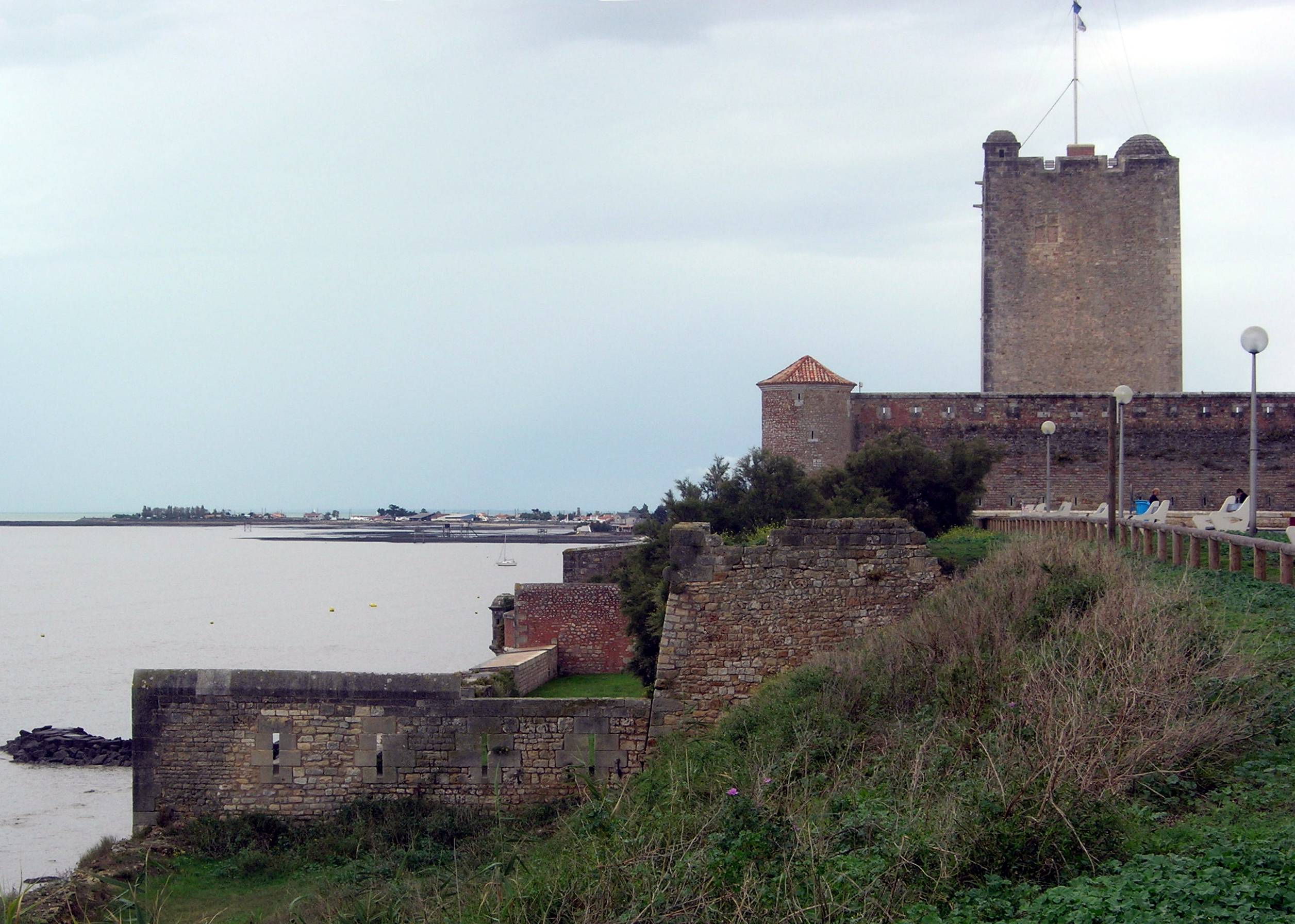
Fort de Fouras

- Fort Énet, vorgelagertes Inselbollwerk, in den napoleonischen Kriegen (1809–1811) errichtet, seit 1994 Monument historique
- Festungsanlagen von Aiguille (Redoutenanlage)
- Fort Lapointe (auch Fort Vasou genannt), 1672 an der Charente-Mündung errichtet
- Rathaus, 1902 erbaut
- Schloss Bois-Vert, 1870 als neoklassizistischer Bau errichtet

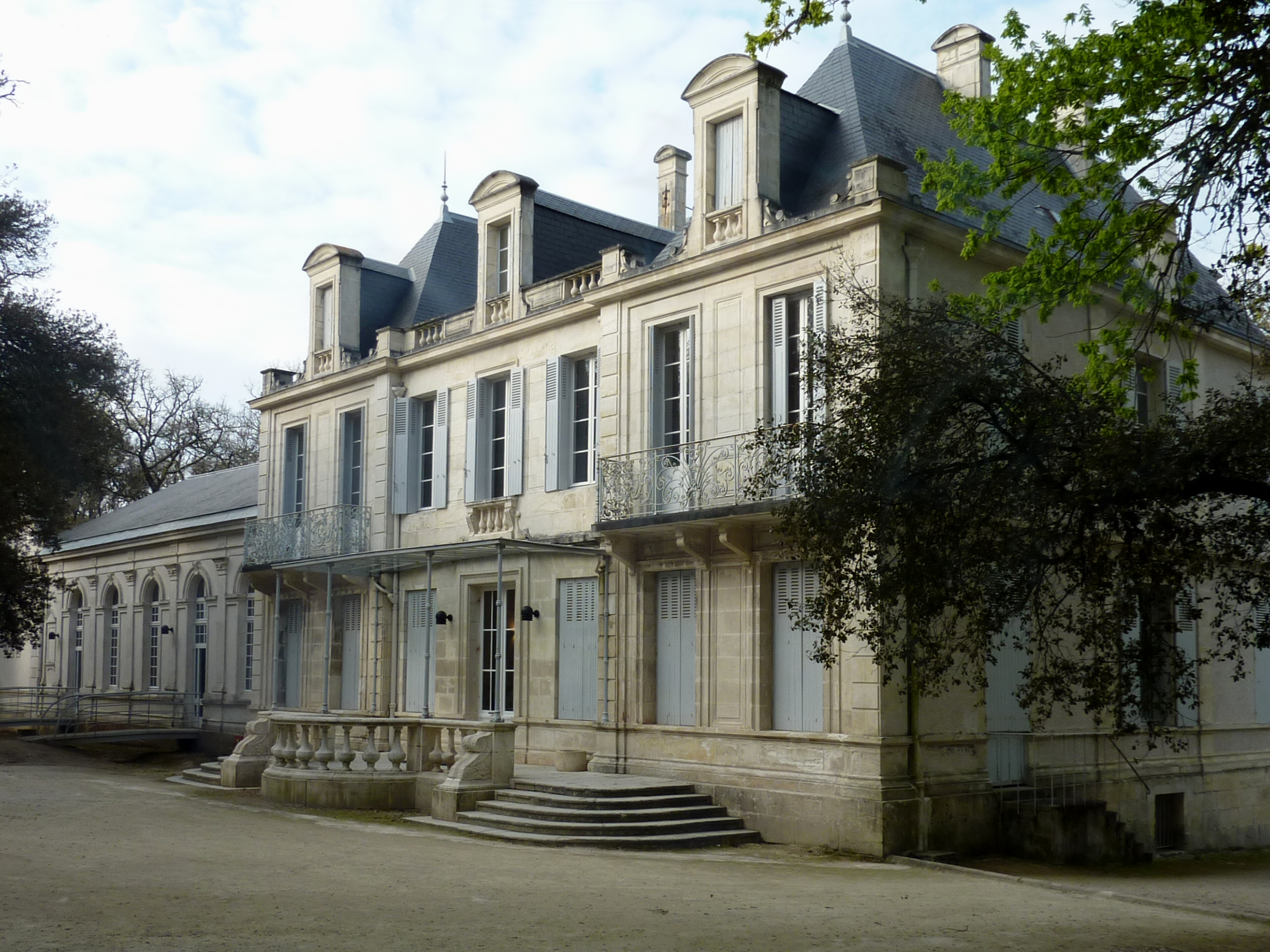
Schloss Bois-Vert

- Schloss Treuil-Bussac aus dem 17. Jahrhundert
- Fischhalle, erbaut in den 1860er Jahren
- Villa La Jetée (auch Château Bugeau), 1903 errichtet, seit 2007 Monument historique
- zahlreiche Strandvillen
- Mühlen Aubier, Espérance und Soumard, zumeist als Wohngebäude umgebaut

Siehe auch: Liste der Monuments historiques in Fouras

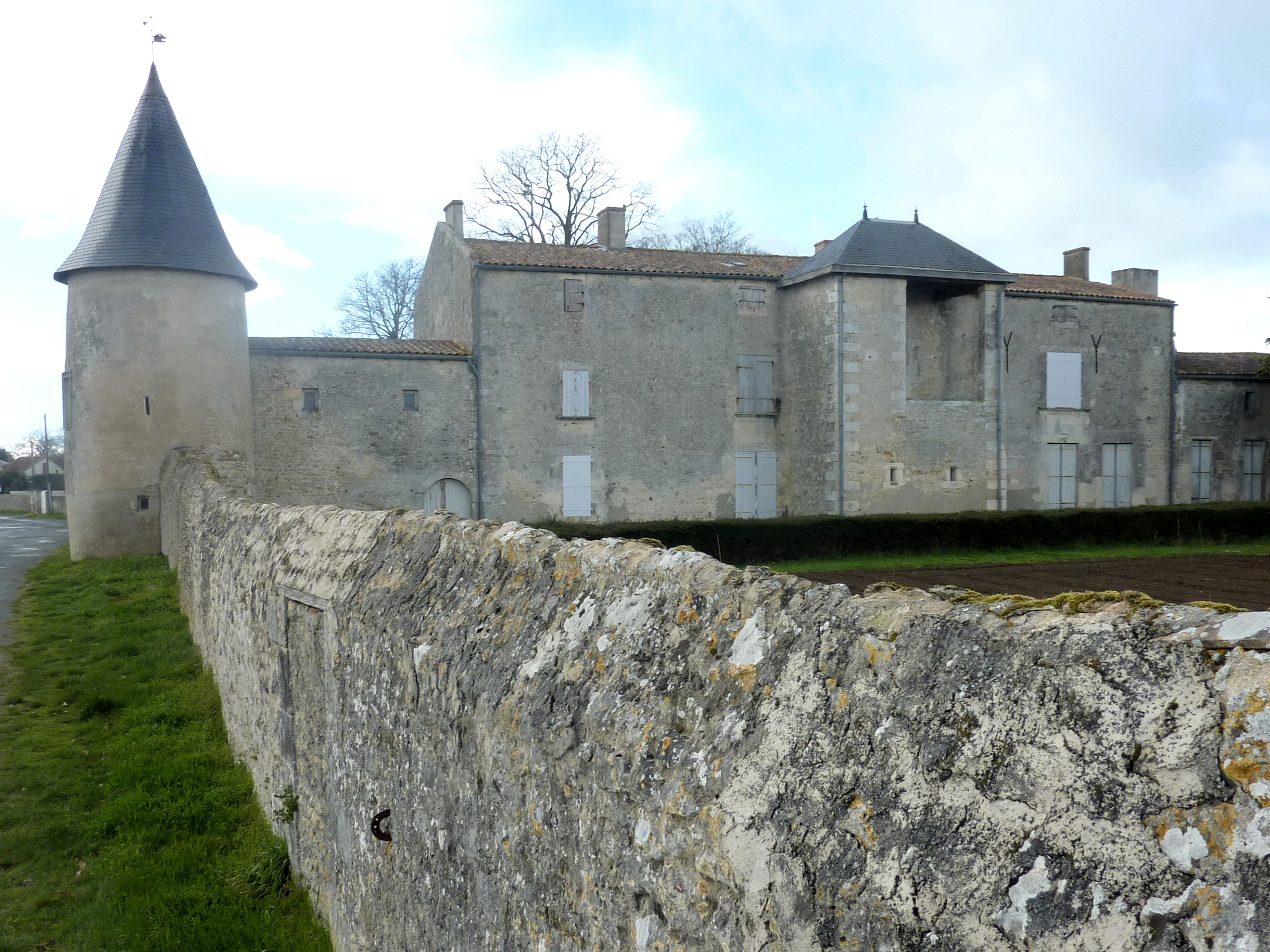
Schloss Treuil-Bussac
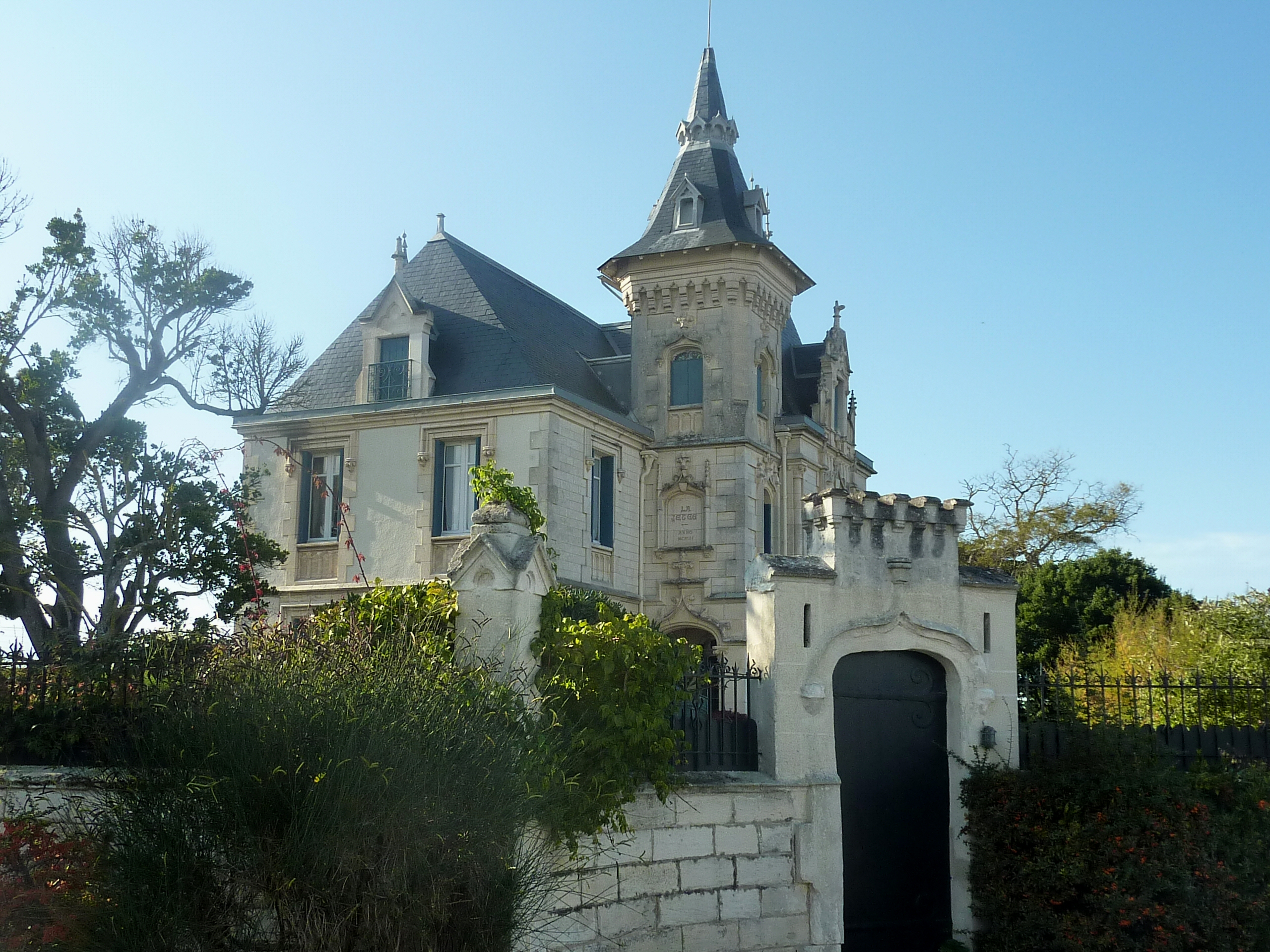
Villa La Jetée
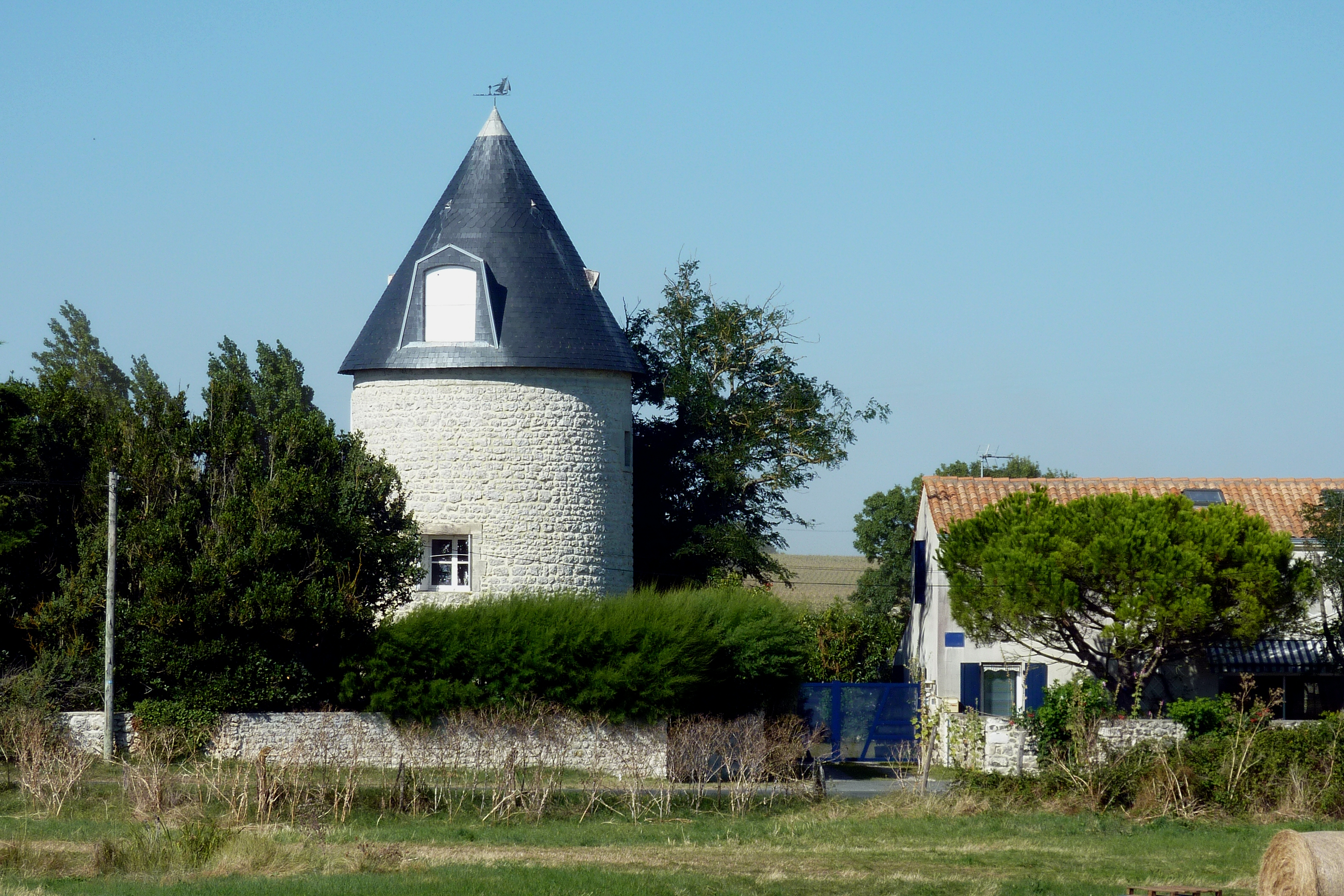
Mühle Espérance
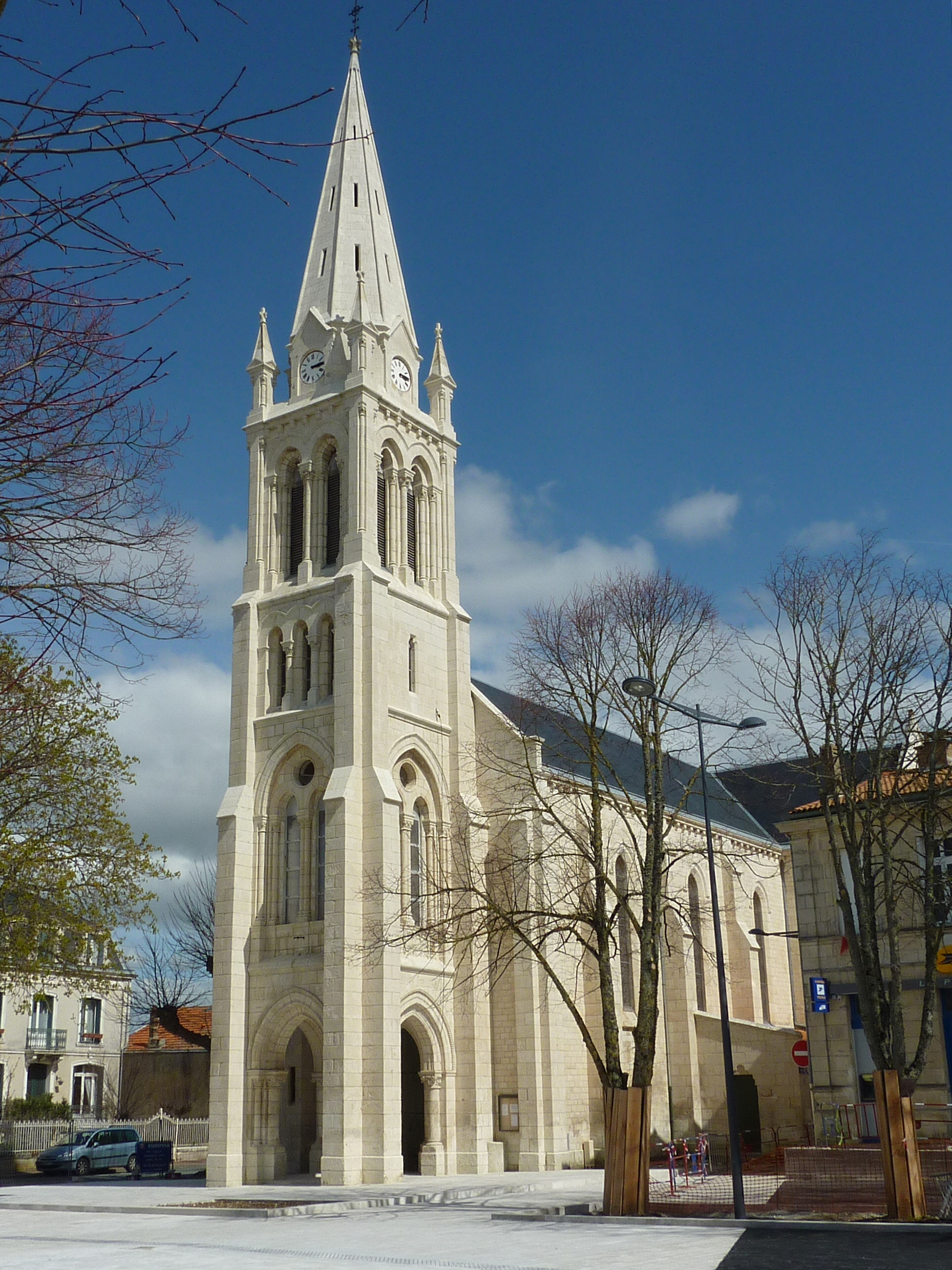
Kirche Saint-Gaudens
Der Große Strand von Fouras

## Gemeindepartnerschaften
Mit der französischen Gemeinde Riom-ès-Montagnes im Département Cantal besteht gemeinsam mit der Gemeinde Île-d’Aix eine Partnerschaft.

## Persönlichkeiten
- Charles Amable Lenoir (1860–1926), Maler